# Герб Шевченківського району (Київ)
Герб Шевченківського району міста Києва являє собою синій щит, на якому зображені золота Софія Київська і золотий ключ. Софійський собор - це головна фігура герба, що символізує українську духовність. Ключ у геральдиці означає мудрість, знання та свободу вибору. Часто фігурує як емблема вільних міст, самоврядування. Золото на гербі - це символ багатства і величі, мудрості та духовності пращурів. Синя барва - символ слави та величі. Увінчано герб золотим княжим вінцем із зображенням Архістратига Михаїла, бо на території Шевченківського району історично розташовувався державно-політичний центр Древньої Русі - Київ. На княжому вінці розміщено зображення Архистратига Михаїла, що є гербом м. Києва. Завершує композицію стрічка внизу герба з написом «Шевченківський район».